# Brasserie nationale à Pančevo
Le bâtiment de la « brasserie nationale à Pančevo » (en serbe cyrillique : Зграда Народне пиваре у Панчеву ; en serbe latin : Zgrada Narodne pivare u Pančevu) est situé à Pančevo, dans la province de Voïvodine et dans le district du Banat méridional, en Serbie. Il est inscrit sur la liste des monuments culturels de grande importance de la république de Serbie (identifiant no SK 1214).

## Historique

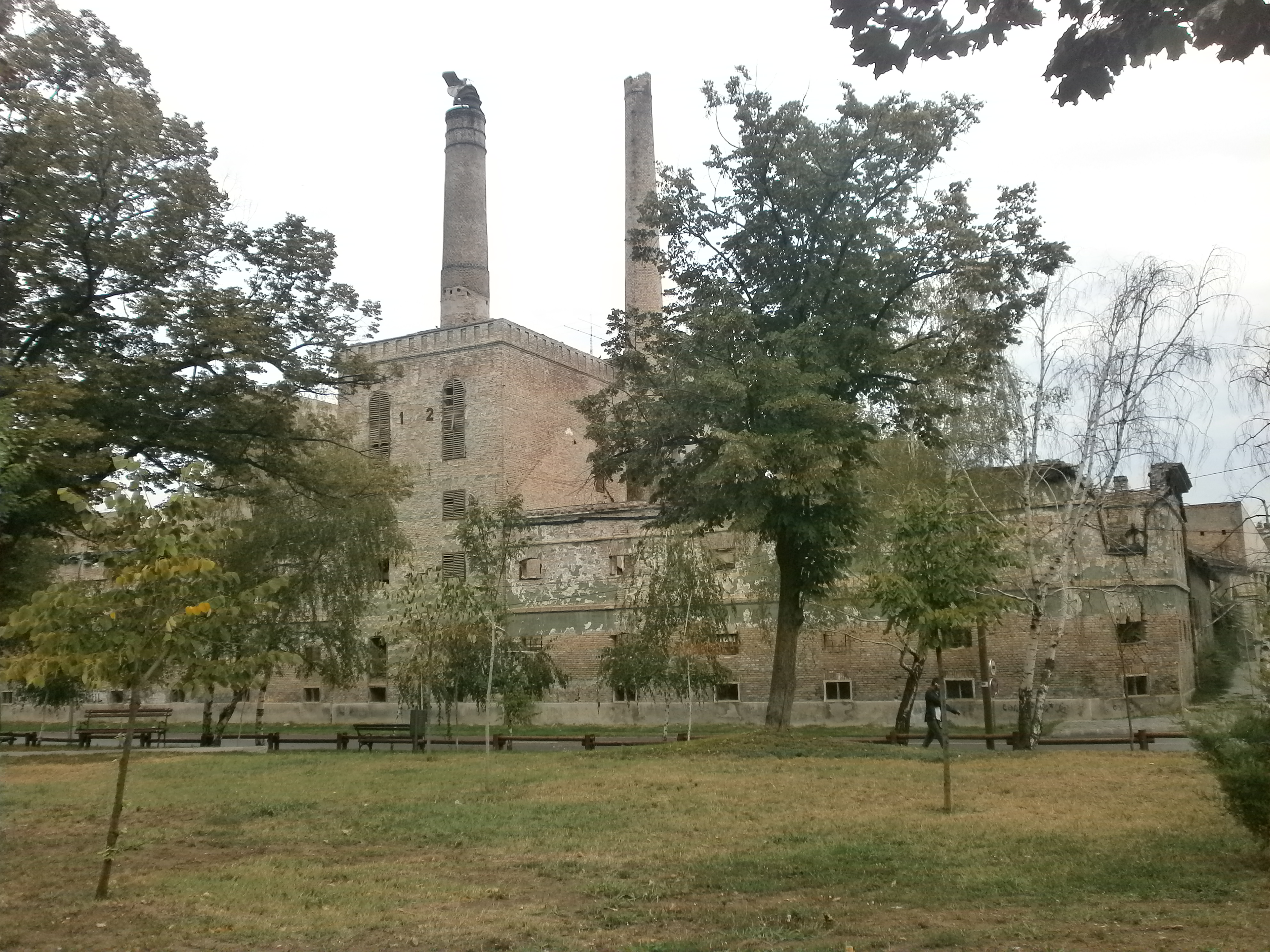
Autre vue de la brasserie

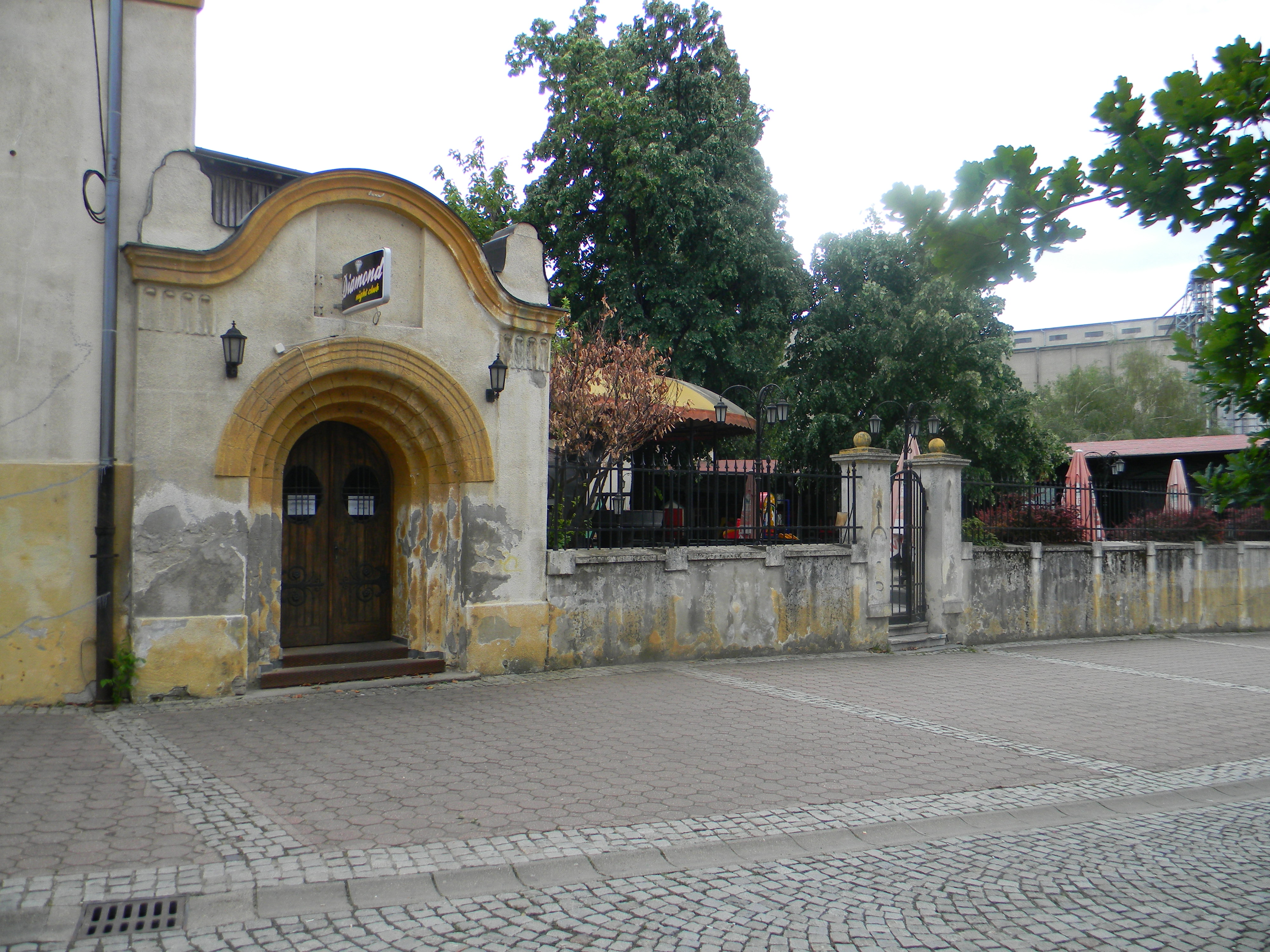
L'entrée du restaurant

La brasserie de Pančevo a été construite à partir de 1722 et son développement s'est poursuivi jusqu'au début du XXe siècle ; elle constitue ainsi le bâtiment industriel le plus ancien de l'actuelle région de Voïvodine,. L'ensemble des bâtiments, qui couvre aujourd'hui 8 000 m2, était destiné à la production de bière et de spiritueux. L'établissement a été fondé par un certain Abraham Kepiš, ; la brasserie est aujourd'hui familièrement appelée « brasserie Vajfert » (Vajfertova pivara), en souvenir de Đorđe Vajfert qui en est devenu propriétaire plus d'un siècle plus tard. On n'y produit plus de bière depuis 1977.

## Présentation
La partie donnant sur la rue est ordonnancée autour d'une haute tour avec une cheminée.
Rue Nikole Tesle se trouve un bâtiment doté d'un rez-de-chaussée et d'un étage à usage commercial et résidentiel datant de la première moitié du XIXe siècle. Au début du XXe siècle, un restaurant a été construit, disposant d'un jardin, dont l'entrée possède une avancée en fer forgé et en verre émaillé de style Sécession. Dans une lunette au-dessus de la porte d'entrée donnant sur le jardin se trouve un relief représentant saint Georges et dans un angle se trouve une niche abritant une statue de saint Jean Népomucène.
En 2005, le complexe de la brasserie a été endommagé par un incendie ; il est en cours de restauration.